# 79. Raketenregiment

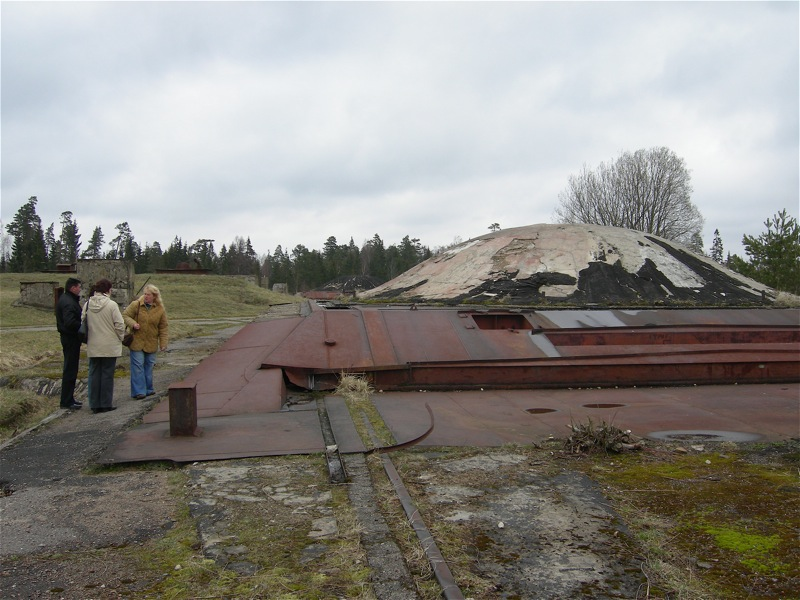
Raketenbasis Plokštinė des Raketenregiments in Litauen

Das 79. Raketenregiment (russ. 79-й гвардейский ракетный Севастопольский Краснознамённый полк) war ein Raketen-Regiment der 29. Raketendivision der 50. Raketenarmee der Strategischen Raketentruppen der Sowjetunion.

## Geschichte
Das Regiment als Militäreinheit Nr. 18278 der Sowjetarmee wurde im September/Dezember 1958 in der Stadt Uman in der Region Cherkasy gebildet. Der Sitz des 79. Raketenregiments war in Plungė (Litauen) bis 1979.
1962 nahm es in der Operation Anadyr teil.
Ab dem 21. August 1978 wurde das 79. Raketenregiment der 8. Raketendivision der 27. Raketenarmee der Strategischen Raketentruppen (RWSN) der Russischen Streitkräfte übergeben.
Im Jahr 1993 wurde die 8. Raketendivision, zu der auch das 79. Raketenregiment von Sewastopol gehörte, in die 31. Raketenarmee verlegt. Der Stab war in der Stadt Orenburg. Die Einheit war in Jurja, in der Oblast Kirow, Russland.
Am 1. Dezember 2004 wurde es aufgelöst.